# Beli Izvor, Vrața
Beli Izvor (în bulgară Бели Извор) este un sat în comuna Vrața, regiunea Vrața,  Bulgaria. 

## Demografie
Componența etnică a satului Beli Izvor
     Bulgari (51,28%)
     Romi (10,02%)
     Nicio identificare (38,68%)
     Altele (0,42%)
La recensământul din 2011, populația satului Beli Izvor era de 698 locuitori. Din punct de vedere etnic, majoritatea locuitorilor (51,28%) erau bulgari, cu o minoritate de romi (10,02%). Pentru 38,68% din locuitori nu este cunoscută apartenența etnică.